# بریک گولد

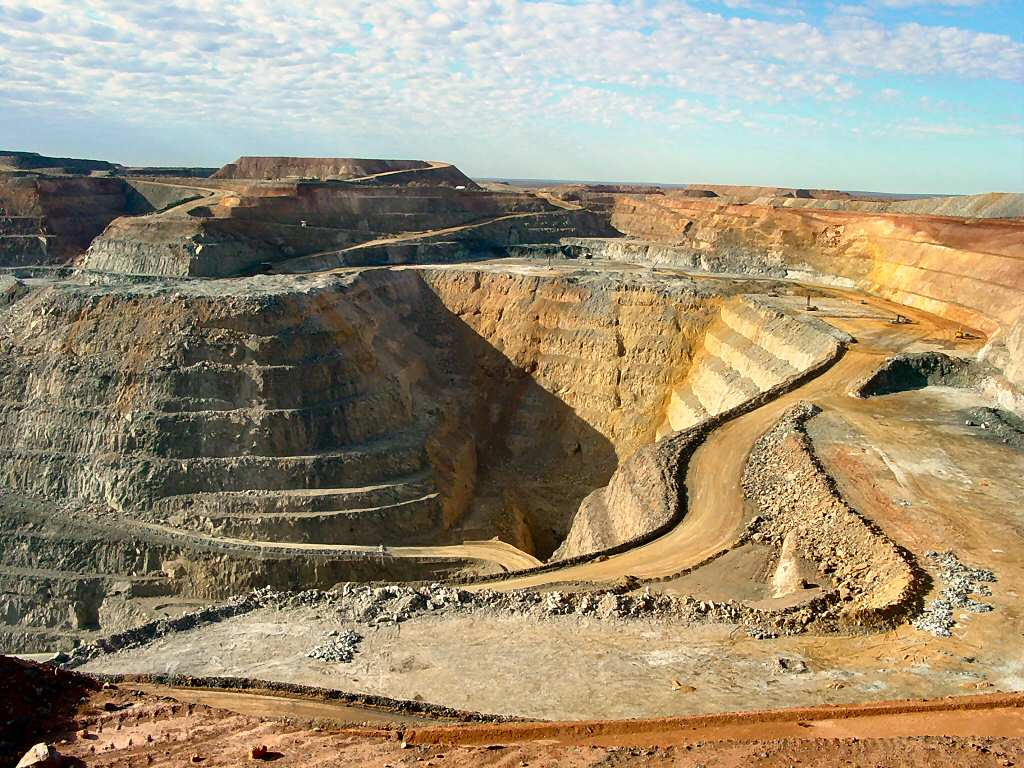
معدن سوپر پیت، بزرگترین معدن طلای جهان، متعلق به بریک گولد، واقع در شهر کلگورلی-بولدر، استرالیای غربی

بَریک گولد (به انگلیسی: Barrick Gold) شرکت استخراج معادن و فلزات کانادایی است، که به‌عنوان بزرگترین تولیدکننده طلای جهان شناخته می‌شود. این شرکت همچنین در زمینه استخراج نقره و مس نیز فعالیت می‌کند.
شرکت بریک گولد در سال ۱۹۸۳ توسط پیتر مانک و با نام شرکت بریک ریزورس تأسیس شد، که در آغاز در حوزه تولید نفت و گاز در آمریکای شمالی فعالیت می‌کرد و در پی ضرر مالی که در سال‌های نخست در صنعت نفت متحمل شد، با نظر بنیانگذار شرکت پیتر مانک، تمرکز شرکت بریک بر استخراج طلا معطوف گردید. در سال ۲۰۰۸ شرکت بریک گولد معادل ۷٫۷ میلیون اونس طلا تولید کرد و در ۳۱ دسامبر ۲۰۰۸ ظرفیت اثبات‌شده معادن طلای آن بالغ بر ۱۳۸٫۵ میلیون اونس برآورد گردید.
دفتر مرکزی این شرکت در شهر تورنتو، انتاریو قرار دارد و بخشی از سهام آن در بازارهای بورس تورنتو و بورس نیویورک معامله می‌شود. این شرکت هم‌اکنون دارای پروژه‌های استخراج معادن در کشورهای ایالات متحده آمریکا، استرالیا، کانادا، شیلی، پرو، آرژانتین، تانزانیا، جمهوری دومینیکن روسیه، پاپوآ گینه نو، آفریقای جنوبی و کلمبیا می‌باشد.